# P/2018 VN2 (Leonard)
P/2018 VN2 (Leonard) — короткоперіодична комет із сім'ї Юпітера. Відкрита 5 листопада 2018 року; була 19.0m на час відкриття.